# John Van Seters
John Van Seters (Hamilton, 2 maggio 1935 – Waterloo, 9 aprile 2025) è stato uno storico, biblista e orientalista canadese.

## Biografia
La sua opera principale e più influente è Abraham in History and Tradition (1975), in cui egli affermava che non esistono prove convincenti a sostegno dell'esistenza storica di Abramo e degli altri patriarchi della Bibbia, né della storicità del libro della Genesi. Questa pubblicazione mise in discussione sia la scuola dell'"archeologia biblica" di William Albright, che nei precedenti cinquanta anni aveva affermato che l'archeologia confermava le verità fondamentali della Genesi, sia la scuola della "storia della tradizione" di Martin Noth, che affermava che la Genesi conteneva un nucleo di verità conservatasi attraverso la tradizione orale fino alla posteriore composizione scritta del libro.
Successivamente Van Seters presentò la propria teoria sull'origine del Pentateuco, sostenendo che fosse stato ottenuto tramite aggiunte e revisioni di un singolo documento originario composto da un autore nel VI secolo a.C. Questa "ipotesi supplementare", assieme all'ipotesi documentale e a quella frammentaria, costituisce una delle ipotesi dell'origine del Pentateuco discusse dagli studiosi contemporanei.